# 公務人員特種考試一般警察人員考試

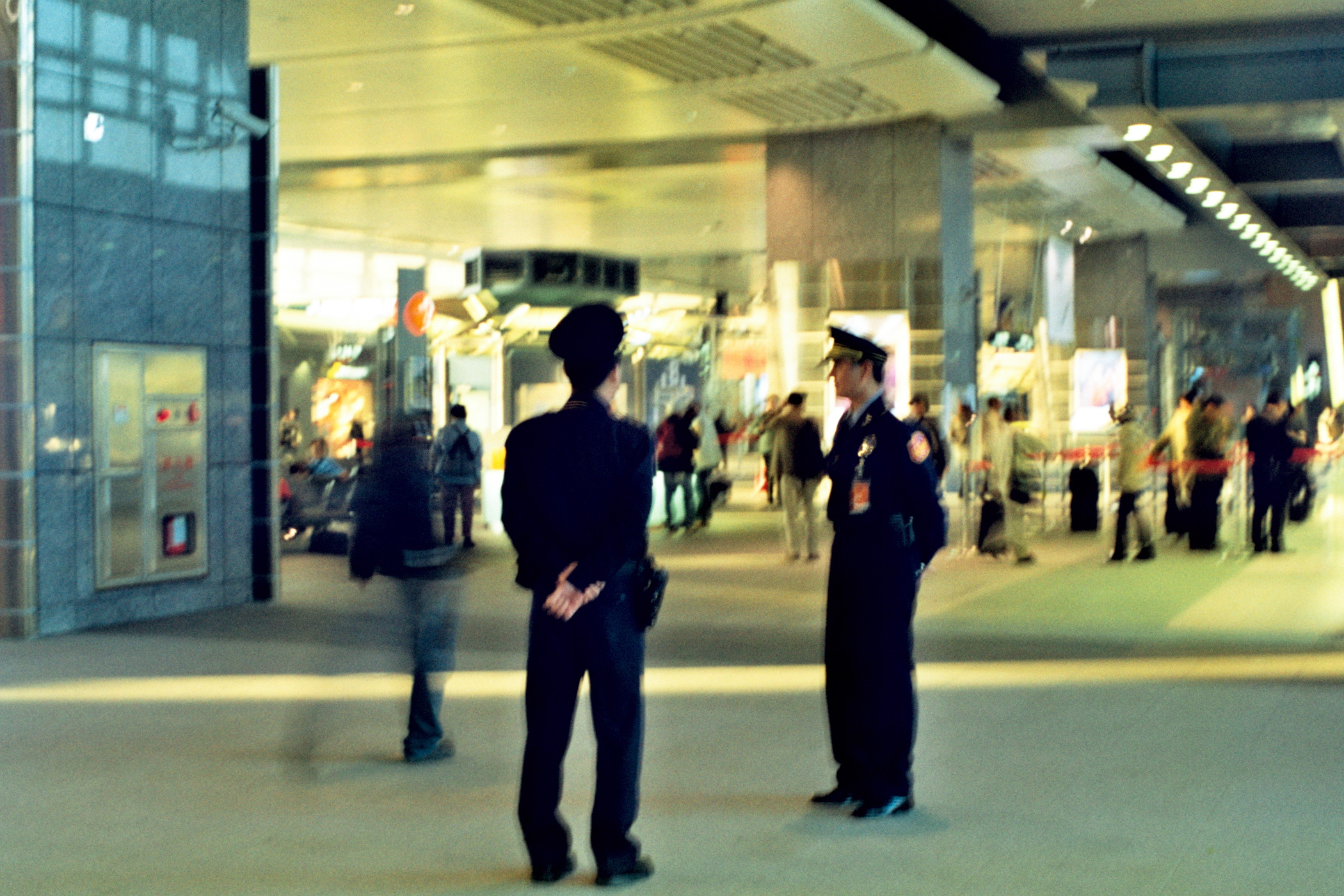
一般警察人員特考為臺灣任用基層警察的重要管道之一；圖為正在執勤的台灣警察。

公務人員特種考試一般警察人員考試為中華民國政府每年六月舉行的重要國家考試之一，簡稱一般警察特考，依據法規為《公務人員考試法》、《公務人員特種考試一般警察人員考試規則》等。取代過去公務人員特種考試基層警察人員考試。

## 沿革
2004年，中華民國政府因「 警消機關缺額快速補足計畫」，開辦「公務人員特種考試基層警察人員考試」，讓非臺灣警察專科學校及中央警察大學畢業生報考，以專案方式補足基層警察人員。
2006年，中華民國政府以公平性為考量，全面取消公務人員特種考試警察人員考試(舊制)應考人必須為警察教育體系之臺灣警察專科學校及中央警察大學畢業生的限制，及特定警察類科需特定相關大專科系畢業的限制。該資格放寬雖獲得普遍好評，卻使部份臺灣警察專科學校及中央警察大學畢業生無法通過公務人員特種考試警察人員考試成為警察人員。而這些無法獲得警察資格的畢業生，不但面臨賠償在學教育費用「罰款」外，且可能長期失業；因此他們不但抗議此行政革新倉促且反覆不定，也勢必讓他們成為無業的「流浪警察」。
2010年，最後一次以「公務人員特種考試基層警察人員考試」名義舉行考試。而公務人員特種考試基層警察人員考試，自2011年改制變更為非警校生報考「公務人員特種考試一般警察人員考試」，俗稱外軌警察考試，同時增加二等考試和三等考試。

## 應考資格
非中央警察大學、警察專科學校學歷、警察人員考試及格。報考水上警察人員需有相關證書。
- 二等考試：年滿18歲以上，42歲以下，公立或立案之私立大學研究院、所，或經教育部承認之國外大學研究院、所，得有碩士以上學位者。
- 三等考試：年滿18歲以上，37歲以下，公立或立案之私立獨立學院以上學校或經教育部承認之國外獨立學院以上學校相當學系畢業者，或四等考試相當類、科及格滿三年者。
- 四等考試：年滿18歲以上，37歲以下，公立或立案之私立高級中等學校以上學校相當類科畢業者，或五等考試相當類、科及格滿三年者。

## 任官
依據「警察人員人事條例」通過警察人員考試錄取晉用的人員，依法任警察官資格。
- 二等考試及格者，職務序列任二線二星警務員任用；官階：警正警察官(警正三階)。
- 三等考試及格者，職務序列任二線一星巡官任用；官階：警正警察官(警正四階)。
- 四等考試及格者，職務序列任一線三星警員任用；官階：警佐警察官(警佐三階)。

## 工作項目

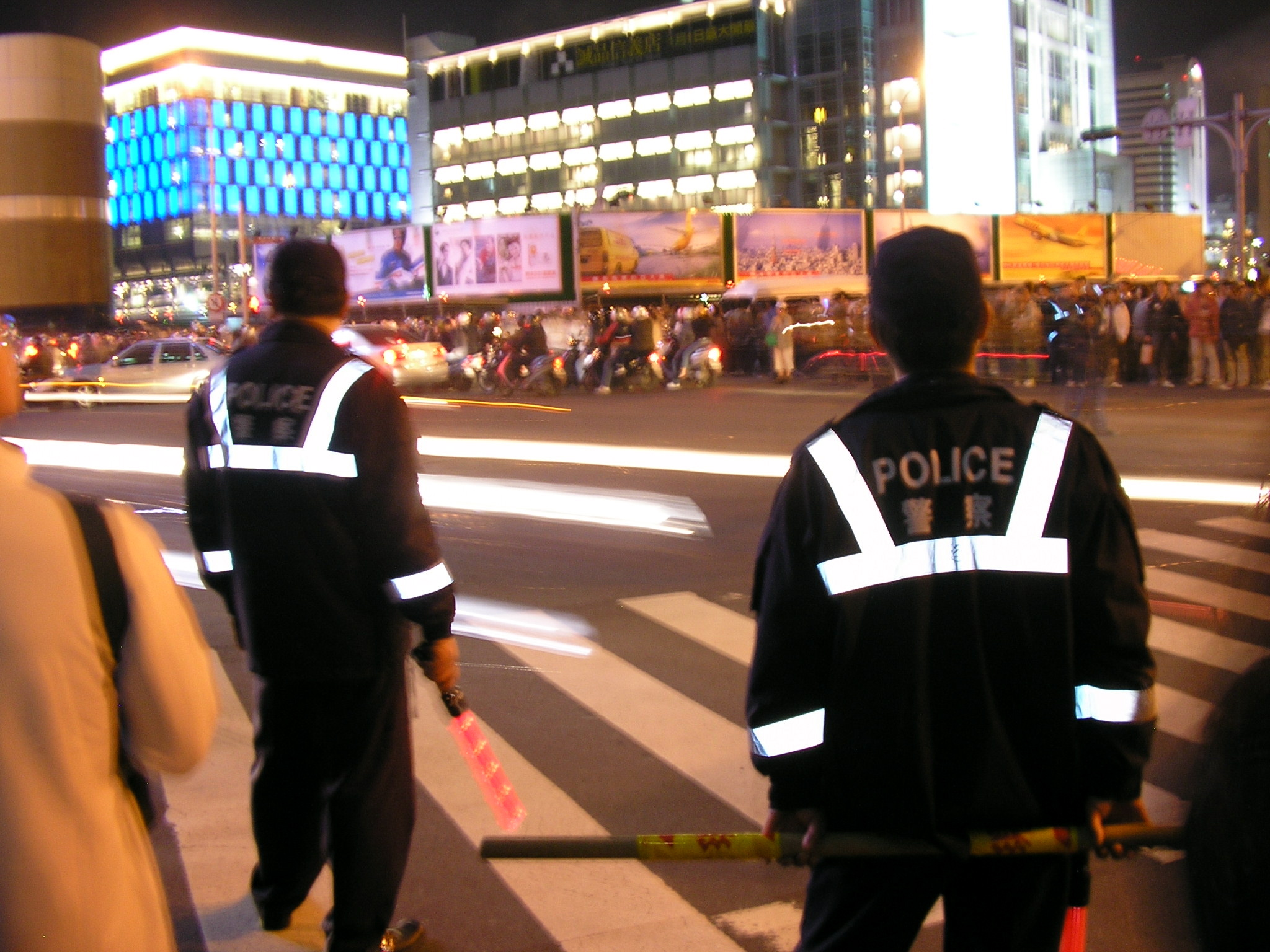
藉由警察特考晉用的是：包含交通警察的基層警員

該考試及格者，即以警察官任用，並依志願員額等因素分發臺灣各地警察機構。該考試分發不分男女性別年齡，均分發至警察單位、警察局、派出所，在該機關擔任交通警察、保安警察及刑事偵防警察、外事警察、鑑識警員等外勤事務性工作。值得一提的是，在該警察特考的須知中，雖然不限定女性參試，但同時也特地註明女性及格人員於分發任用後，除分娩、育嬰期間得暫時支援內勤工作外，其餘時間均必須與男性相同的從事第一線外勤工作。